# Bernat V d'Armanyac
Bernat V d'Armanyac   ( - 22 de juliol de 1245 ↔ 25 de març de 1246) Bernat de Lomanha, V d'Armanyac, va ser comte d'Armanyac amb Fesenzac de 1241 a 1243. Era fill del comte Guerau V d'Armanyac.
Va succeir al seu germà Pere Guerau d'Armanyac el 1242. Va morir dos anys més tard, no havent tingut fills de la seva esposa Agnès, a la que certs autors diuen d'Aragó, sense que això hagi estat provat. La seva germana Mascarosa, el va succeir i va esdevenir comtessa d'Armanyac amb Fesenzac; estava casada amb Arnau II Odó, vescomte de Lomanha; un cosí Guerau, vescomte de Fesenzaguet, fill de Roger vescomte de Fesenzaguet (germà de Guerau V d'Armanyac) va reivindicar la successió, provocant una guerra entre Guerau i Arnau Odó.